# Сила в правде
«Сила в правде» — афоризм, получивший распространение в России с начала XXI века. Восходит к фразе Данилы Багрова (в исполнении Сергея Бодрова-младшего), героя фильма «Брат 2», вышедшего в 2000 году.

## История
Афоризм может происходить от изречения, приписываемого Александру Невскому: «Не в силе Бог, а в правде» и, впоследствии, часто упоминаемого в качестве слов российского полководца Александра Суворова.
Другой вероятный источник афоризма — слова Авраама Линкольна: «Давайте верить в то, что сила — на стороне правды; и пусть эта вера поможет нам исполнить наш долг так, как мы его понимаем».
Идея афоризма может быть также возведена к идеологии Махатмы Ганди, в соответствии с которой отвергающее насилие и стоящее на позициях нравственности мирное сопротивление в долгосрочной перспективе всегда является более действенным, чем любые насильственные действия.

Обычно, когда я в отчаянии, я вспоминаю многие эпизоды истории. На протяжении веков правда и любовь всегда побеждали. Да, много в истории было всесильных тиранов, но в конце концов все они терпели крах. Помни об этом в трудные минуты жизни.— Махатма Ганди
В фильме «Брат 2» главный герой, Данила Багров, сначала задаёт своему брату вопрос: «В чём сила, брат?» — и получает ответ, что сила в деньгах. Затем, в одном из финальных диалогов, Багров, обращаясь к другому персонажу, произносит: «Вот скажи мне, американец, в чём сила? Разве в деньгах? Вот и брат говорит, что в деньгах. У тебя много денег, и чего? Я вот думаю, что сила в правде: у кого правда, тот и сильнее».
Схожий вопрос поднимается и в первом фильме. Персонаж «немец» (актёр Юрий Кузнецов), встречая Данилу, говорит ему: «Город, город — страшная сила. А чем больше город, тем он сильнее. Он засасывает. Только сильный может выкарабкаться, да и то…». Ближе к концу фильма Данила прощаясь с «немцем» говорит: «Вот ты говорил, город — сила, а здесь слабые все», на что «немец» отвечает: «Город — это злая сила. Сильный приезжает — становится слабым. Город забирает силу. Вот и ты пропал…».

## Идея афоризма и этические категории
Доктор филологических наук Юрий Разинов пишет, «что герой „ново-русской сказки“ Данила-богатырь из фильма А. Балабанова „Брат-2“ в силовой манере внушает своему заокеанскому коллеге, что „сила в правде“. А сила правды, разумеется, в ее прямоте». Разинов считает, что таким способом утверждается «прямой и упрямый стиль Правды», который «оказывается более могучим, нежели уклончивая и лукавая манера Кривды». «Эпическая Правда перепирает, переламывает и буквально гнет в дугу кривую линию Кривды», — пишет филолог. Исследователь считает, что парадокс русской истории заключается в том, что тезис «сила в правде» существует на словах, а на деле признается обратный ему порядок — «у кого сила, у того и правда».

## Использование

### В политике
Партия «Правое дело» на парламентских выборах 2011 года в качестве политического слогана партии использовала фразу из фильма «Брат-2»: «Сила в правде. Кто прав, тот и сильнее».
Коммунистическая партия Российской Федерации (КПРФ) применяла лозунг «Наша сила — в правде!».
В Красногорске перед приездом в город Дмитрия Медведева 5 октября 2018 года было дано указание закрасить фразу Данилы Багрова «Сила в правде» на стрит-арт-объекте — росписи стены подземного перехода.

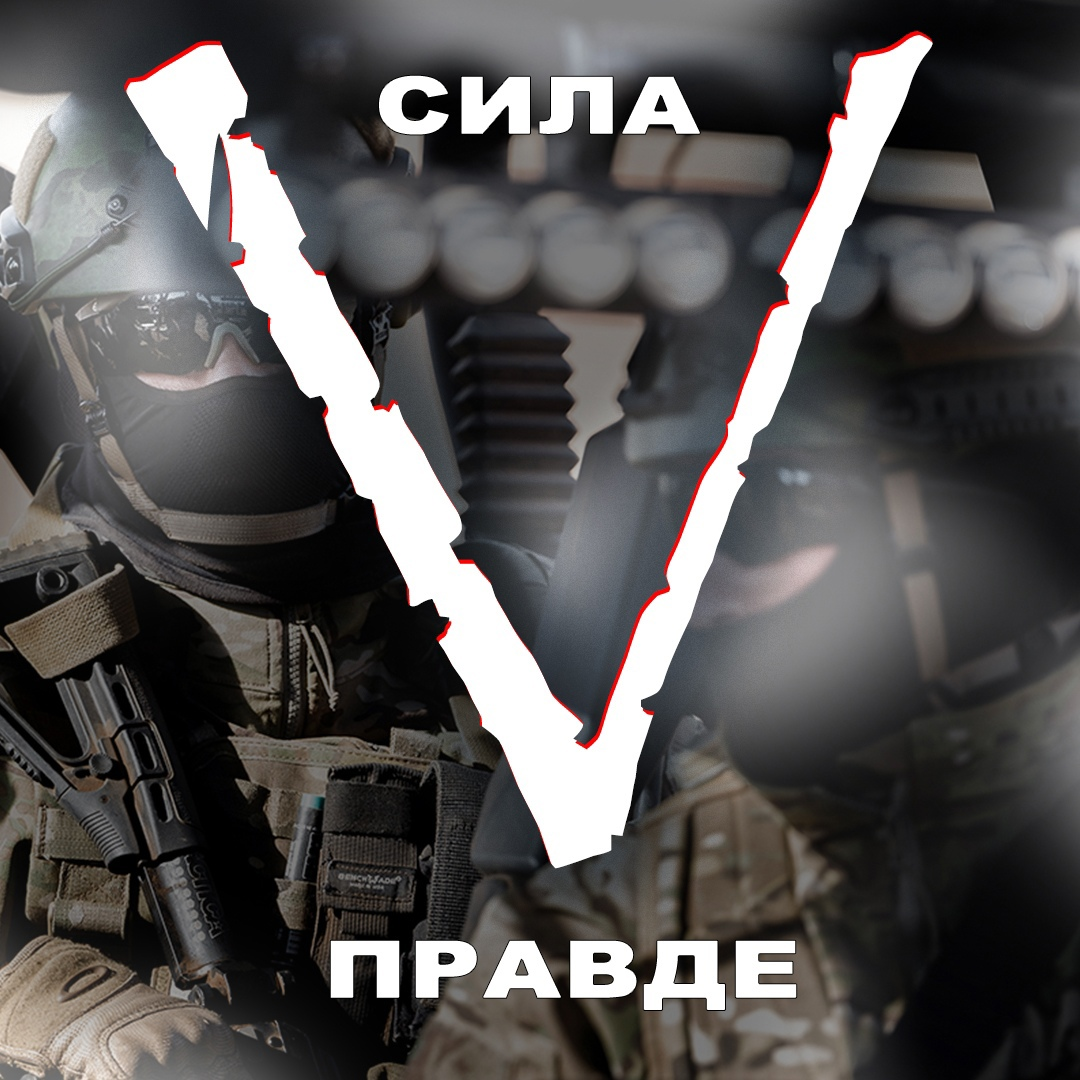
Версия афоризма в пропагандистском изображении с сайта министерства обороны России, поддерживающем вторжение России на Украину

Во время вторжения России на Украину на российской военной технике использовалась метка «V». Министерство обороны РФ расшифровало это как «Сила V правде».

### В другом фильме
Осенью 2023 года ожидается выход фильма «Брат 3», который сюжетно не связан с дилогией Балабанова. Тизер «Брата 3» (в нём рэпер Птаха задаёт вооруженному мужчине с бородой вопрос: «Скажи мне, цыган, в чём правда?» и получает ответ «В силе») имел широкий резонанс, причём вызвал у пользователей Рунета практически всеобщее возмущение: в нём увидели неуважение к памяти Алексея Балабанова и Сергея Бодрова-младшего.

### Документальный фильм
Документальный фильм «Первого канала» (Россия) памяти Сергея Бодрова-младшего получил название «Сергей Бодров. В чём сила, брат?» (2015).